# Mannose
Le mannose est un ose (sucre simple non hydrolysable) constitué de 6 carbones, c'est un aldohexose. La racine manna correspond à la manne récoltée par les Hébreux, narrée dans l'Exode, qui est en fait la sécrétion sucrée de certains arbres et arbustes que l'on rencontre dans les déserts au Proche et au Moyen-Orient, comme Fraxinus ornus. Il peut être produit à partir de la sève de bouleau.

## Chimie
Sa formule brute est C6H12O6, la même que le glucose, dont il est l'épimère en C2 (c’est-à-dire que sa configuration spatiale est rigoureusement la même, sauf pour les substituants du carbone 2 où ils sont inversés par rapport au glucose). Un désoxyose du mannose est le L-rhamnose (6-deoxy-L-mannose).
Dans l'eau, la forme tautomère prédominante du mannose est la forme alpha-D-mannopyranose (67 %).
| Isomère du D-mannose   | Isomère du D-mannose    | Isomère du D-mannose    |
| Forme linéaire         | Projection de Haworth   | Projection de Haworth   |
| ---------------------- | ----------------------- | ----------------------- |
|                        | α-D-mannofuranose < 1 % | β-D-mannofuranose < 1 % |
| α-D-mannopyranose 67 % | β-D-mannopyranose 33 %  |                         |

## Source
Le D-mannose, présent dans certains fruits dont les airelles (canneberges), pourrait prévenir certaines maladies bactériennes de la vessie et de certaines voies du système urinaire,. Cela est débattu au sein de la communauté scientifique,,.
Le mannose peut être produit par oxydation du mannitol.
En association avec d'autres oses, il forme dans les graines de légumineuse, des polyosides, tel que le galactomannane (avec le galactose) ou bien le glucomannane (avec le glucose).
Il est présent aussi dans le lait de cafard.

## Propriétés
Le mannose est prometteur pour le traitement des troubles congénitaux de la glycosylation.
Le D-mannose exerce un effet anti-inflammatoire dans les maladies nerveuses périphériques (parties du système nerveux en dehors du cerveau et de la moelle épinière).
Le D-mannose diminue la réponse pro-inflammatoire et renforce la réponse anti-inflammatoire, ce qui suggère que le D-mannose pourrait être une option de traitement peu coûteuse pour les maladies neuro-inflammatoires telles que la sclérose en plaques.

### Immunologie
Dans le corps humain, les résidus mannoses pouvant composer certaines glycoprotéines subissent de nombreuses modifications. Cela est dû au fait que le système immunitaire inné des mammifères reconnaît les résidus mannoses comme des motifs moléculaires associé aux pathogènes (parfois abrégés en PAMP). Les résidus mannoses sont, en effet, des résidus typiques des surfaces membranaires des champignons exogènes aux corps. Les mannoses seront notamment liés aux lectines tel que MBL, qui activeront alors le système du complément.

### Activité anti-cancéreuse
Il a été démontré en laboratoire que le mannose inhibe la croissance de plusieurs types de cancer. Le mannose est mortel pour les abeilles mellifères car elles ne peuvent pas le traiter comme les humains. Le même phénomène est observé dans certaines cellules cancéreuses ce qui les rend incapables de synthétiser les éléments constitutifs de l'ADN et de se répliquer normalement.

## Effet secondaire
Diarrhée.

## Représentations

Représentation "chaise" du β-D-Mannopyranose
Représentation de Haworth du β-D-Mannopyranose
Représentation de Haworth du β-D-Mannofuranose